# ザ・ブルース・ドント・ライ
『ザ・ブルース・ドント・ライ』（The Blues Don't Lie）は、アメリカ合衆国のブルース・ミュージシャン、バディ・ガイが2022年に発表したスタジオ・アルバム。

## 背景
バッキング・トラックのレコーディングは2019年より行われていたが、新型コロナウイルス感染症の世界的流行の影響で中断し、その後ボーカル・パートなどの録音が行われた。スリム・ハーポのカヴァー「キング・ビー」は、ガイのアコースティック・ギター弾き語りによる録音で、他のミュージシャンは参加していない。
本作からの先行シングル「ガンスモーク・ブルース」は、ジェイソン・イズベルをゲスト・ボーカリストとして迎えた曲で、アメリカにおける銃乱射の問題について言及している。また、第2弾シングル「ウィ・ゴー・バック」はメイヴィス・ステイプルズがゲスト参加しており、マーティン・ルーサー・キング・ジュニアに捧げられている。

## 反響・評価
母国アメリカでは、総合アルバム・チャートのBillboard 200入りは逃したが、『ビルボード』のブルース・アルバム・チャートでは、合計12週にわたり1位を獲得した。
第65回グラミー賞では最優秀トラディショナル・ブルース・アルバム賞にノミネートされた。Stephen Thomas Erlewineはオールミュージックにおいて5点満点中3点を付け「バディが発表してきたレコードの中では、最も寛げる作品と言えよう」と評している。

## 収録曲
特記なき楽曲はトム・ハンブリッジとリチャード・フレミングの共作。
1. アイ・レット・マイ・ギター・ドゥ・ザ・トーキング - "I Let My Guitar Do the Talking" (Buddy Guy, Tom Hambridge) - 4:26
2. ブルース・ドント・ライ - "Blues Don't Lie" (T. Hambridge) - 3:54
3. ザ・ワールド・ニーズ・ラヴ - "The World Needs Love" (B. Guy) - 5:30
4. ウィ・ゴー・バック - "We Go Back" - 4:39
  - フィーチャリング：メイヴィス・ステイプルズ（ボーカル）
5. シンプトムズ・オブ・ラヴ - "Symptoms of Love" - 3:37
  - フィーチャリング：エルヴィス・コステロ（バックグラウンド・ボーカル）
6. フォロー・ザ・マネー - "Follow the Money" (T. Hambridge, Gary Nicholson) - 3:42
  - フィーチャリング：ジェイムス・テイラー（ボーカル）
7. ウェル・イナフ・アローン - "Well Enough Alone" - 4:12
8. ホワッツ・ロング・ウィズ・ザット - "What's Wrong with That" - 5:25
  - フィーチャリング：ボビー・ラッシュ（ボーカル、ハーモニカ）
9. ガンスモーク・ブルース - "Gunsmoke Blues" - 3:08
  - フィーチャリング：ジェイソン・イズベル（英語版）（ボーカル、エレクトリック・ギター）
10. ハウス・パーティー - "House Party" - 2:59
  - フィーチャリング：ウェンディ・モートン（ボーカル）
11. スウィート・シング - "Sweet Thing" (Joe Josea, B.B. King) - 3:00
12. バック・ドア・スクラッチン - "Back Door Scratchin'" (T. Hambridge, G. Nicholson) - 3:54
13. アイヴ・ガッタ・フィーリング - "I've Got a Feeling" (John Lennon, Paul McCartney) - 4:01
14. ラビット・ブラッド - "Rabbit Blood" - 4:43
15. ラスト・コール - "Last Call" (T. Hambridge, Bill Sweeney) - 3:33
16. キング・ビー - "King Bee" (James Moore) - 2:45

### 日本盤ボーナス・トラック
1. リーヴ・ユア・トラブルズ・アウトサイド - "Leave Your Troubles Outside" - 4:49

## 参加ミュージシャン
フィーチャリング・ゲストに関しては上記「収録曲」参照。
- バディ・ガイ - ボーカル、エレクトリック・ギター、アコースティック・ギター
- ロブ・マクネリー - リズムギター
- リース・ワイナンズ - ハモンドオルガン(on #1, #2, #7, #8, #10)、エレクトリックピアノ(on #6, #9, #13)、ピアノ(on #9, #17)
- ケヴィン・マッケンドリー - ピアノ(on #3, #11, #14, #15)、ハモンドオルガン(on #4, #5, #12, #15)、エレクトリックピアノ(on #4)
- マイケル・ローズ - ベース(on #1, #2, #6, #7, #8, #9, #10, #13, #17)
- グレン・ウォーフ - ベース(on #3, #4, #5, #11, #12)、アップライト・ベース(on #14, #15)
- トム・ハンブリッジ（英語版） - ドラムス、パーカッション、タンバリン、バックグラウンド・ボーカル
- マック・エイブラムス、スティーヴ・パトリック - ホーン・セクション(on #1, #2)
- マイケル・セイント＝レオン - ロウ・エンド・ギター(on #2)
- マイク・ニックス - バックグラウンド・ボーカル(on #2)